# Heinrich Loth
Heinrich Loth (* 4. September 1930 in Friedberg) ist ein deutscher Historiker. Mit seinen missionskritischen Arbeiten war er einer der führenden Afrikanisten und Kolonialhistoriker der DDR. Seine Thesen zur „destruktiven Rolle“ der Missionsgesellschaften stießen in Westdeutschland auf scharfe Kritik, führten aber insgesamt zu einer kritischeren Auseinandersetzung mit der Missionsgeschichte im Zusammenhang mit Kolonialismus und Imperialismus. Bis Mitte der 1980er Jahre differenzierte Loth seine Thesen zunehmend. Er lehrte ab 1969 als Professor für Allgemeine Geschichte der Neuen und Neuesten Zeit an der Pädagogischen Hochschule Magdeburg.

## Leben
Loth brach 1945 die Oberschule ab und arbeitete bis 1951 in der Stadtverwaltung des hessischen Friedberg, Er war Mitglied der westdeutschen FDJ und KPD. 1951 ging er zum Studium in die DDR. Bis 1953 besuchte er zunächst die Arbeiter-und-Bauern-Fakultät Leipzig und legte 1953 die Reifeprüfung ab. Anschließend nahm er ein Studium der Geschichte an der Karl-Marx-Universität Leipzig auf, das er 1957 als Diplom-Historiker abschloss.
Von 1957 bis 1959 war Loth wissenschaftlicher Mitarbeiter beim Verband deutscher Konsumgenossenschaften und Dozent an der Arbeiter-und-Bauernfakultät der Deutschen Hochschule für Musik in Ost-Berlin. 1959 legte er das Zusatzexamen für Oberstufenlehrer ab. Von 1959 bis 1961 war er wissenschaftlicher Assistent am Afrika-Institut der Leipziger Universität und promovierte 1961 bei Walter Markov über „Die destruktive Rolle der Rheinischen Missionsgesellschaft beim Prozeß der Staatsbildung in Südwestafrika (1842–1893)“. 1961/62 absolvierte Loth ein Zusatzstudium an der Lomonossow-Universität in Moskau. Nachdem er 1962 wieder als wissenschaftlicher Mitarbeiter beim Verband deutscher Konsumgenossenschaften tätig gewesen war, arbeitete er von 1963 bis 1966 als wissenschaftlicher Assistent bzw. Oberassistent am Institut für Romanistik, am Lateinamerika-Institut bzw. am Historischen Institut der Universität Rostock. Im März 1965 habilitierte er sich bei Markov und Horst Drechsler über „Deutschland und das ‚Humanitätsmandat‘ des Kongostaates (1884–1908)“.
Nachdem Loth ab September 1965 in Rostock als Dozent für die Geschichte Afrikas am Historischen Institut und von September 1966 bis 1969 am Afrika-Institut der Universität Leipzig gelehrt hatte, erhielt er im September 1969 eine Professur mit Lehrauftrag für Allgemeine Geschichte und Geschichte der internationalen Arbeiterbewegung an der Sektion Marxismus-Leninismus/Geschichte des Pädagogischen Instituts, der späteren Pädagogischen Hochschule Magdeburg.

## Werk
Loth trat als Kritiker der Darstellung der Geschichte Südwestafrikas durch den Missionar Heinrich Vedder hervor und warf von einem historisch-materialistischen Standpunkt aus den Missionaren der Rheinischen Missionsgesellschaft vor, an der Erschließung Südwestafrikas für den europäischen Markt beteiligt gewesen zu sein. In Anlehnung an die Religionskritik August Bebels und Wladimir Iljitsch Lenins postulierte er, die christliche Mission sei eine der „Hauptstützen bei der Unterdrückung und Ausplünderung der afrikanischen Völker“ gewesen. Dazu betonte er eine seiner Meinung nach enge Verbindung der Mission zum Finanzkapital und die kapitalistisch-ökonomisch motivierten Handelsaktivitäten der Missionare (u. a. Waffenhandel). Das Christentum habe den Widerstandswillen der Afrikaner gegen den Kolonialismus geschwächt, und die Missionare hätten im heutigen Namibia den gesetzmäßigen Wandel von einer primitiven Gentilgesellschaft zu einem „Nomadenfrühfeudalismus“ unterminiert. Loths Definition des „Nomadenfrühfeudalismus“ wurde zu einem wichtigen Begriff der marxistischen Wissenschaft, um vorkapitalistische bzw. vorimperialistische Gesellschaftsformationen periodisieren und universalhistorisch bewerten zu können.
Loth stellte außerdem Kontinuitäten zur Gegenwart her und charakterisierte die Bundesrepublik Deutschland als „legitimen Erben des deutschen Kolonialimperialismus“, die DDR hingegen als „legitimen Erben der großen antikolonialistischen Traditionen der deutschen Arbeiterklasse und der humanistischen Kräfte“. Seine Interpretation der Tätigkeit der Rheinischen Missionsgesellschaft war in der DDR Lehrmeinung, provozierte in Westdeutschland aber scharfe Kritik insbesondere aus Kreisen, die der Mission nahestanden. So erschien 1964 eine kritische Auseinandersetzung von Theo Sundermeier mit den Thesen Loths in der Evangelischen Missionszeitschrift. Der Kolonialhistoriker Horst Gründer warf Loth 1982 vor, durch das „Zwangskorsett des historischen Materialismus“ zu sehr von europäischen Vorstellungen auszugehen, die Stämme rein funktionalistisch als hilflose Objekte weißer Manipulation zu sehen und den rivalisierenden Tribalismus Afrikas zu unterschätzen.
Obwohl Loth der Zugang zu den Archiven der Rheinischen Mission verwehrt blieb, konnte er seine Thesen dennoch mit Quellen vor allem aus dem Reichskolonialamt belegen, zeigte die Bedeutung der Quellen der Missionsgesellschaften für die Kolonialgeschichtsschreibung auf und zwang dadurch die Missionsgesellschaften, sich kritisch mit ihrer eigenen Geschichte auseinanderzusetzen. Seine Arbeiten beeinflussten außerdem die sich formierende Anti-Apartheid-Bewegung und die Kolonialgeschichtsschreibung in der BRD. Auch trug er dazu bei, dass sich das Bild der Missionen in der afrikanischen Historiographie wandelte. Während er bis Mitte der 1980er-Jahre eine parteiische Darstellung der christlichen Missionsgeschichte pflegte, stellte Loth anlässlich des 100-jährigen Jubiläums der Kongokonferenz 1984/85 alternative Friedensaktivitäten innerhalb der Missionsbewegung in den Mittelpunkt, der er christlichen Antikolonialismus innerhalb der Missionsarbeit attestierte. Mit dem Nachweis „antikolonialer“ Stimmen innerhalb der Mission habe der DDR-Historiker, so Horst Gründer, eine Vorreiterrolle eingenommen. Bereits 1976 hatte Loth angekündigt, aufzeigen zu wollen, dass die missionarische Motivation des ursprünglichen Christentums eigentlich nicht mit Imperialismus und Kolonialismus vereinbar sei. Er begann auch die Rolle von Religion und Mission in nationalen Befreiungsbewegungen anzuerkennen.
In Magdeburg leitete Loth eine Forschungsgruppe, die sich mit der Geschichte des Kolonialismus und Antikolonialismus in Afrika mit einem Schwerpunkt auf der Geschichte des subsaharischen Afrikas beschäftigte. Die Magdeburger Historiker forschten zur Geschichte des deutschen Kolonialismus und des portugiesischen Kolonialreiches. Loth verfasste eine Geschichte des Sklavenhandels, setzte sich mit der Afrikapolitik der Vereinigten Staaten sowie der Wirkung der Antisklavereibewegung auf die britische Außenpolitik auseinander und publizierte zur Geschichte der Frau in Afrika.

## Schriften
- Die politische Zusammenarbeit der christlichen Mission mit der deutschen Kolonialmacht in Afrika. In: Zeitschrift für Geschichtswissenschaft 7, Nr. 6 (1959), S. 1337–1344.
- Kolonialismus unter der Kutte. Dietz, Berlin 1960.
  - russ. unter dem Titel: Kolonializm pod sutanoj., Moskva 1962.
- Die christliche Mission in Südwestafrika. Zur destruktiven Rolle der Rheinischen Missionsgesellschaft beim Prozess der Staatsbildung in Südwestafrika (1842–1895). Akademie-Verlag, Berlin 1963.
- Kongo, heißes Herz Afrikas. Geschichte des Landes bis auf unsere Tage. Deutscher Verlag der Wissenschaften, Berlin 1965.
- Kolonialismus und Humanitaetsintervention. Kritische Untersuchung der Politik Deutschlands gegenüber dem Kongostaat (1884–1908). Akademie-Verlag, Berlin 1966.
- Deutsche Quellen zur Aufstandsbewegung im oberen Kongo (1897–1902). In: Walter Markov (Hrsg.): Études africaines, dem 2. Internationalen Afrikanistenkongress in Dakar gewidmet. Verlag Enzyklopädie VEB, Leipzig 1967, S. 85–93.
- Griff nach Ostafrika. Politik des deutschen Imperialismus und antikolonialer Kampf. Legende und Wirklichkeit. Deutscher Verlag der Wissenschaften, Berlin 1968.
- Die „neue“ Politik des deutschen Imperialismus und der Widerstandskampf in Tanganjika, 1906–1918. In: Nationalismus und Sozialismus im Befreiungskampf der Völker Asiens und Afrikas [Protokollband der Sektion 1 der Tagung des Instituts für Orientforschung der Deutschen Akademie der Wissenschaften zu Berlin anläßlich seines zwanzigjährigen Bestehens vom 23. – 25.10.1967]. Akademie-Verlag, Berlin 1970, S. 151–161.
- Ambitions in Ethiopia. Interference by German imperialism in the internal affairs of Ethiopia 1889–1939. In: African studies = Afrika-Studien, dedicated to the International Congress of Africanists. Akademie-Verlag, Berlin 1973, S. 19–36.
- Propheten, Partisanen, Präsidenten. Afrikanische Volksführer und ihre Widersacher. Deutscher Verlag der Wissenschaften, Berlin 1973.
- mit Thea Büttner: Geschichte Afrikas. Von den Anfängen bis zur Gegenwart. Akademie-Verlag, Berlin 1976.
- Afrika unter imperialistischer Kolonialherrschaft und die Formierung der antikolonialen Kräfte 1884–1945. Akademie-Verlag, Berlin 1976.
- Afrika von den Anfängen bis zur territorialen Aufteilung Afrikas durch die imperialistischen Kolonialmächte. Akademie-Verlag, Berlin 1976.
- Im Schatten des Sternenbanners. 200 Jahre amerikanische Politik und Mission in Afrika. Union Verlag, Berlin 1976.
- Apartheid und Kirchen. Südafrikanische Christen im Widerstand. Eine historische Untersuchung. Pahl-Rugenstein, Köln 1977, ISBN 9783760903088.
- Rebellen im Priesterrock. Christen im Süden Afrikas und ihre Rolle im Widerstand gegen Kolonialismus und Apartheid. Eine historische Untersuchung. Union Verlag, Berlin 1977.
- From insurrection to an organised liberation struggle. Namibia’s struggle against racism, colonialism and imperialism. Solidarity Committee of the German Democratic Republic, Berlin 1979.
- Zur Geschichte der imperialistischen Expansionspolitik im Süden Afrikas. Dokumente aus den Geheimakten des deutschen Imperialismus. Solidaritätskomitee der DDR, Berlin 1979.
- Simon Kimbangu. Prophet und Märtyrer im Kongo. Union-Verlag, Berlin 1980.
- Das Sklavenschiff. Die Geschichte des Sklavenhandels Afrika, Westindien und Amerika. Union Verlag, Berlin 1981.
  - westdeutsche Ausgabe: Sklaverei. Die Geschichte des Sklavenhandels zwischen Afrika und Amerika. Hammer, Wuppertal 1981, ISBN 3-87294-185-2.
- Das portugiesische Kolonialreich. Aufstieg und Fall. Deutscher Verlag der Wissenschaften, Berlin 1982.
- (Hrsg.): Altafrikanische Heilkunst. Europäische Reiseberichte des 16. bis 19. Jahrhunderts. 2. Auflage. Reclam, Leipzig 1984.
- Vom Schlangenkult zur Christuskirche. Religion und Messianismus in Afrika. Union Verlag, Berlin 1985.
- Zwischen Gott und Kattun. Die Berliner Konferenz 1884/85 zur Aufteilung Afrikas und die Kolonialismuskritik christlicher Missionen. Union Verlag, Berlin 1985.
- Die Frau im alten Afrika. Edition Leipzig, Leipzig 1986, ISBN 3-921695-99-6.
- Reisen nach Nigritien. Bilder afrikanischer Vergangenheit. Reclam, Leipzig 1986.
- Kolonialismus und Religion. Historische Erfahrungen im Raum des Indischen Ozeans. Union Verlag, Berlin 1987, ISBN 3-372-00179-6.
- Audienzen auf dem schwarzen Kontinent. Afrika in der Reiseliteratur des 18. und 19. Jahrhunderts. Union Verlag, Berlin 1988, ISBN 3-372-00188-5.
- Afrika. Ein Zentrum der alten Welt. Die historische Bedeutung eines Kontinents. Akademie-Verlag, Berlin 1990, ISBN 3-05-000818-0.
- (Hrsg.): Verfemte Gedanken. Philosophen, Historiker und Politiker über den Sozialismus. Dokumente und Texte. Block, Magdeburg 1990, ISBN 3-910173-02-0.
- Buddhas gewaltlose Welt. Eine Religion im Spiegel der Reiseliteratur. Block, Magdeburg 1991.
- Heinrich der Seefahrer. Portugiesische Entdeckungsfahrten. Pädagogische Hochschule Magdeburg 1991.
- Russen, Tscherkessen und Tataren. Aufstieg und Niedergang eines Imperiums. Block, Magdeburg 1991.
- mit Harald Schreiber: Prinzipien deutscher Entwicklungspolitik. Gegenwart und geschichtlicher Hintergrund. Zum Kolumbusjahr 1992. Pädagogische Hochschule Magdeburg 1991.